# Encéphalomyélite de Powassan
 Mise en garde médicale
L’encéphalomyélite de Powassan est une maladie virale à tropisme neurologique provoquée par un Flavivirus (virus de Powassan) et transmise par la piqûre de tiques. À partir des années 2010 cette maladie est considérée comme « émergente » en Amérique du Nord,.

## Épidémiologie
La maladie a été signalée au Canada, aux États-Unis et en ex-URSS (Sibérie) : plus de 40 cas en Amérique du Nord depuis 1958. Elle se manifeste surtout dans les zones forestières avec une survenue saisonnière (transmission maximale de juin à septembre) correspondant à l’activité des tiques (Ixodes cookei, Ixodes marxi, Ixodes spinipalpus) qui transmettent la maladie par leur piqûre lorsqu’elles sont infectées.
Séroprévalence : En 2017, elle est encore mal connue.
Réservoir de virus : en dehors de l'homme, de nombreux animaux peuvent héberger cet arbovirus, les marmottes, les lièvres d'Amérique, les coyotes, les renards, les ratons laveurs et les mouffettes, ainsi que les chats et les chiens domestiques.
En plus de la transmission par piqûre de tiques qui est le mécanisme prédominant, il existerait un risque de contamination par consommation de lait cru provenant d’animaux infectés.
Il n’y a pas de transmission directe connue d’homme à homme.

## Cycle biologique de la tique et transmission du virus
La tique traverse trois stades de développement durant environ un an et le virus peut être transmis à tous les stades. Les tiques hibernent de préférence dans les sous-bois humides, près des cours d’eau. La femelle pond des centaines d’œufs qui peuvent déjà être infectés. Les larves à six pattes issues des œufs font leur premier repas de sang dès les premières journées chaudes du printemps; attendant leur victime sur un brin d’herbe, elles les accrochent au passage. Au cours de leur repas, elles peuvent transmettre le virus à leur hôte (un petit animal : souris, écureuil, etc.) ou au contraire s’infecter si leur victime est porteuse du virus. Après son repas, la larve se laisse tomber et devient, après métamorphose, une nymphe à huit pattes. Après un autre repas sanguin un à deux ans plus tard, la tique atteint le stade adulte. Elle mesure alors quelques millimètres de longueur et peut escalader les buissons jusqu’à 80 cm de hauteur pour atteindre un animal plus gros (renard, gros gibier). Après son repas sanguin, la tique s’accouple, pond des œufs et le cycle reprend. Les êtres humains sont des hôtes occasionnels qui constituent une impasse pour le cycle puisque dans ce cas, la tique ne retourne généralement pas dans la nature après son repas de sang. Chez l’être humain, la tique remonte généralement le long des jambes pour atteindre une zone cutanée mince, plus facile à piquer où elle se niche : l’ombilic, l’aisselle ou la racine des cheveux au niveau de la nuque et la piqûre est indolore. Après une période de deux à trois jours, la tique commence son repas de sang qui dure un jour  puis, repue de sang, elle se laisse tomber au sol. Le virus se multiplie notamment dans les glandes salivaires de la tique, qui le transmet ensuite à ses "proies" lors de son repas de sang.

## Clinique
Après une incubation de 7 à 14 jours, apparition d’Encéphalite (atteinte inflammatoire aiguë du cerveau des méninges et de la moelle épinière) :
- formes bénignes avec fièvre, céphalées ou méningite aseptique ;
- formes graves avec stupeur, désorientation, coma, convulsions et paralysie spastique ;
- il y a un taux de mortalité élevé (environ 13 %), et un taux élevé (50 %) de séquelles neurologiques chez les survivants ; 25 % des cas signalés concernent des enfants, le reste concerne des adultes majoritairement masculins et d'une moyenne d'âge de 60 ans[7],[8].

La guérison confère une immunité définitive. Il n’existe aucun traitement spécifique.

## Prophylaxie
Il n’existe aucun vaccin. Pour éviter les piqûres et l'infection par les tiques, les experts conseillent les précautions suivantes :
- Éviter les zones infestées par les tiques, particulièrement pendant les mois les plus chauds.
- Porter des vêtements de couleur claire pour que les tiques soient plus facilement visibles. Porter une chemise longue, un chapeau, un pantalon long, et  remonter les chaussettes par-dessus les jambes du pantalon.
- Marcher au centre des sentiers pour éviter l'herbe et les buissons.
- Vérifier régulièrement au bout de quelques heures l’absence de tiques sur votre corps quand vous passez beaucoup de temps dehors dans des zones infestées par les tiques. Les tiques  sont trouvées le plus souvent sur les cuisses, les bras, les aisselles et les jambes. Les tiques peuvent être très petites (pas plus grosses qu'une tête d'épingle). Inspecter soigneusement toute nouvelle « tache de rousseur ».
- Utiliser un  répulsif d'insecte contenant du DEET sur votre peau ou de la perméthrine sur les vêtements.
- Extraire  immédiatement les tiques piquées dans la peau.

## Extraction d’une tique
Les tiques devraient être enlevées rapidement et soigneusement avec des pinces brucelles et en appliquant une traction régulière et douce. Le corps de la tique ne devrait pas être écrasé au moment de l’extraction et les brucelles devraient être placées aussi près de la peau que possible pour éviter de laisser des morceaux de la bouche de la tique dans la peau. Les tiques ne devraient pas être extraites à main nue. Les mains devraient être protégées par des gants et/ou une étoffe et être soigneusement lavées à l'eau et au savon et après l’opération. Cette manœuvre doit être exécutée avec le plus grand soin.